# Maria Eleonora Hohenzollern
Maria Eleonora Hohenzollern (ur. 11 listopada 1599 w Królewcu, zm. 28 marca 1655 w Sztokholmie) – księżniczka brandenburska, królowa Szwecji.

## Życiorys

### Rodzina
Była trzecim dzieckiem (drugą córką) Jana Zygmunta Hohenzollerna, elektora brandenburskiego i jego żony – Anny Hohenzollern, księżniczki pruskiej. 25 listopada 1620 w Sztokholmie poślubiła króla Szwecji Gustawa II Adolfa. Para miała jedną córkę:
- Krystynę (1626-1689) – królową Szwecji.

### Plany matrymonialne
Pierwsze wzmianki o małżeństwie Marii Eleonory z królem Szwecji, Gustawem Adolfem pojawiły się już w 1615 r. Ze względu na jego romans z Ebbą Brahe poseł szwedzki do Brandenburgii Hieronim von Birckholtz został wysłany dopiero w sierpniu 1616 r. Jan Zygmunt Hohenzollern życzliwie przyjął te plany matrymonialne, jednak musiał z nimi poczekać. Nie chciał prowokować króla Rzeczypospolitej Zygmunta III Wazę. Prywatnie natomiast pozwalał sobie wznosić toast za swoją córkę, „przyszłą królową Szwecji”. Ponadto podjęcie decyzji w kwestii zamążpójścia Marii przedłużała jej matka – Anna Hohenzollern, która miała „polskie serce”. W międzyczasie pojawiły się też zdania, aby wydać Marię Eleonorę za królewicza polskiego, Władysława Wazę.
W 1619 r. Gustaw Horn, który w imieniu Gustawa Adolfa został wysłany na dwór elektora brandenburskiego, by prowadzić rokowania sojusznicze, otrzymał od Jana Zygmunta aprobatę co do małżeństwa z jego córką. Ponadto zalecił, by ślub odbył się jak najszybciej. Kiedy elektorowa Anna się o tym dowiedziała, dała do zrozumienia, iż obietnica jej męża jest dla niej niewiążącą i wolałaby widzieć swoją córkę w mogile niż wychodzącą za króla Szwecji.
W 23 grudnia 1620 r. zmarł ojciec Marii, Jan Zygmunt. Jeszcze przed śmiercią Maria Eleonora obiecała ojcu, że nie poślubi nikogo innego tylko króla Szwecji. Zgodnie z tradycją rodu Hohenzollernów ręką Marii Eleonory po śmierci ojca zarządza elektorowa-wdowa. Annie nie podobało się, że nowy elektor, Jerzy Wilhelm szuka pomocy przeciwko niej u króla Rzeczypospolitej. W takiej sytuacji elektorowa-wdowa wyraziła swoją zgodę na zamążpójście Marii Eleonory za Gustawa II Adolfa. W 1620 r. do Brandenburgii przyjechał Jan Kazimierz Wittelsbach wraz z Gustawem Adolfem, który udawał jego służącego.
Gustaw II Adolf spotkał się incognito z Marią Eleonorą 18 marca 1620 r. Można było zauważyć wyraźną skłonność zarówno króla Szwecji do Hohenzollernówny i vice versa. W kolejnych miesiącach dopiero nacisk dworu na Annę Hohenzollern spowodował zmianę jej zdania. Jerzy Wilhelm przebywał akurat w Królewcu, przez co został postawiony przed faktem dokonanym. Maria Eleonora została wysłana do swojej siostry Anny Zofii, aby znaleźć się poza zasięgiem władzy brata. We wrześniu 1620 przyjechał do Niemiec Axel Oxenstierna, który miał towarzyszyć Marii Eleonorze w podróży do Szwecji. 25 listopada 1620 r. odbyły się uroczyste zaślubiny Gustawa Adolfa z Marią.

### Małżeństwo i charakter
Małżeństwo okazało się katastrofą wszystkich stron zaangażowanych. Gustaw Adolf ożenił się z powodów politycznych i opisywał Marię jako „słabą kobietę”. Ona z kolei chciała mieć męża, a poślubiła króla. Co gorsza, nie dała mu wyczekiwanego następcy tronu. Jerzy Wilhelm, nie chcąc antagonizować Polski, złożył hołd lenny z Prus. Gustaw Adolf traktował swojego szwagra z irytacją i pogardą.
Maria Eleonora kochała swojego męża neurotyczną gwałtownością. Jej miłość z latami stawała się coraz bardziej zaborcza. Długie nieobecności Gustawa Adolfa z powodów wojennych czyniły ją nieszczęśliwą, przez co zaczęła nienawidzić Szwecji i swoich poddanych. Maria uchodziła za kobietę urodziwą i przystojną, jednak przy tym kapryśną, skłonną do ekstrawagancji i histerii. Nie została także obdarzona wielkim rozumem i intelektem. Przez to nie była w stanie często wspierać swojego męża w tak trudnym obowiązku, jakim było zarządzanie całym królestwem. Gdy narodziła się ich jedyna córka Krystyna, Gustaw Adolf odebrał jakikolwiek wpływ Marii Eleonorze na jej edukację.
Do spotkań Marii Eleonory z Gustawem Adolfem w trakcie wojen doszło m.in.:
- w październiku 1625 r. w Rewlu[9],
- w styczniu 1632 r. w Hanau, gdzie królowa w obecności całego dworu zarzuciła ręce na szyje mężowi i powitała go słowami: „Teraz jesteś moim jeńcem”[10].

### Wdowa po królu
Kiedy po bitwie pod Lutzen Maria Eleonora dowiedziała się o śmierci męża, spędziła bezsenną noc, dostała ataku histerii, pogrążyła się w rozpaczy i zamknęła się w komnatach ze swoją córkę Krystyną. Królowa ostatni raz zobaczyła ciało swojego męża w Weissenfels, gdzie też zostało zabalsamowane i ruszyło w dalszą podróż do Szwecji. Królowa-wdowa nie była w stanie przejąć władzy. Kiedy zabalsamowane ciało męża dotarło w sierpniu 1633 r. do Nyköping, nakazała zostawić trumnę otwartą, aby mogła codziennie odwiedzać Gustawa Adolfa. Po 10 miesiącach kanclerz Oxenstierna pogrzebał ciało w kościele Ridderholm, jednak przy grobie musiał ustawić strażników, gdyż Maria Eleonora próbowała odkopać ciało męża. W 1636 r. Axel Oxenstierna uwolnił następczynie tronu, Krystynę z mrocznego mieszkania jej matki. Natomiast Marię Eleonorę odesłał na wyspę Gripsholm.
4 lata później Maria Eleonora uciekła w przebraniu do Danii, a stamtąd do Brandenburgii, gdzie spędziła 7 lat. Dopiero w 1648 r. Maria Eleonora uzyskała zgodę od swojej córki na spotkanie. Na stałe wróciła do Sztokholmu, a ostatnie lata życia spędziła na pojednaniu się z Krystyną. Zmarła wkrótce po jej abdykacji – 28 marca 1655 – i została pochowana w Riddarholmskyrkan.